# アブラハム・ゴットロープ・ウェルナー
アブラハム・ゴットロープ・ウェルナー（Abraham Gottlob Werner, 1749年9月25日 - 1817年6月30日）は、ドイツの地質学者。主な業績は鉱物分類法の基礎を築いたことと、構造地質学の分野を開拓したことである。姓はヴェルナーとも。

## 人物・生涯
300年来鉄鋼業に関係してきた家に生まれる。父は鋳鉄工場の管理をしていたが、ウェルナーは幼い頃からその仕事を手伝い、父の鉱物標本に興味を抱いていた。
1769年フライベルク鉱山学校で鉱山技術を学び、1771年ライプツィヒ大学で鉱山法を学んだ。1774年の在学中に出した最初の論文「鉱物の外部の特徴について」が認められ、1775年から1817年にかけて、ドイツのザクセン州の町フライベルクにあるフライベルク鉱山学校の教授を勤める。彼は、鉱物のあらゆる経済的利用やその医学への応用、土の資源や富、それの人間文化への影響などについて講義し、学生たちを引きつけた。歴史的な地質学の講義は、1779年から始めた。地球の歴史についての講義はヨーロッパでは最初のもので、ウェルナーの見方が学界の多くの人に受け入れられていた。
ウェルナーは鉱物分類は化学構成によるべきだということは認めながら、当時の分析に精密さを期待することはできなかったため、外部の特長による分類方法や地理的分布を研究した。彼は、これらの研究のことをゲオグノジー（geognosy：地球の知識の意）といった。鉱物学などに厳密な学術用語を取り入れたのも彼である。また、地表の堅い岩石は火成岩起源のものであるという層序学に基づいた考えに対して、ウェルナーは岩石は全て海洋の底に堆積して出来たものであるとする水成岩起源説（水成論）を主張した。
なお教育者としても優れていたとされ、ウェルナー学派といわれる一派ができた。レオポルド・フォン・ブーフ、アレクサンダー・フォン・フンボルトらは彼の弟子である。